# Teatre d'operacions de la Mar Negra (1914-1918)
El Teatre d'operacions de la Mar Negra va ser l'escenari de les batalles realitzades en la mar Negra entre les forces navals de l'Imperi Rus (Voenno-morskoj flot Rossijskoj Imperii) i de l'Imperi Otomà (Osmanlı Donanması) durant la Primera Guerra Mundial.
Les operacions en el sector van finalitzar, en la pràctica, al novembre de 1917, quan es va produir el col·lapse de l'imperi tsarista com a resultat de la Revolució Russa.

## Els combatents
Els principals contendents en la mar Negra eren la Flota de la mar Negra de l'Imperi Rus i l'Armada otomana.
L'Armada Imperial Russa a la mar Negra el 1914 estava formada per cinc cuirassats predreadnought, dos creuers lleugers, així com una sèrie de destructors, torpediners i submarins. La principal base d'operacions estava a Sebastòpol i estava sota el comandament de l'almirall Andrei Eberhardt.
L'Armada otomana, però, es trobava en una fase de transició. Només comptava amb dos predreadnought, una nau de defensa costanera, dos creuers protegits i alguns destructors. En total, doncs, estava formada per unitats obsoletes. No obstant això, abans de la guerra, s'havia encarregat a la Gran Bretanya la construcció de dos cuirassats moderns, el Reshadiye i el Sultan Osman I. Al començament de les hostilitats, aquests dos vaixells ser requisat per la Royal Navy; aquest fet va causar notables friccions amb els turcs, ja que els diners per a la fabricació dels dos vaixells es van recollir amb una gran subscripció pública i que havia participat les classes més pobres del país.
La flota otomana, però, es va veure reforçada per dues unitats alemanyes, el creuer de batalla SMS Goeben i el creuer lleuger SMS Breslau. Aquests dos vaixells es trobaven a la mar Mediterrània al començament de les hostilitats. Les dues unitats van ser capaços d'escapar de la persecució de les forces navals britàniques i franceses, i es van refugiar amb els otomans. Des del novembre de 1914 es van incorporar oficialment a l'armada otomana amb els noms, respectivament, de Yavûz Sultân Selîm i Midilli.

## Les operacions navals

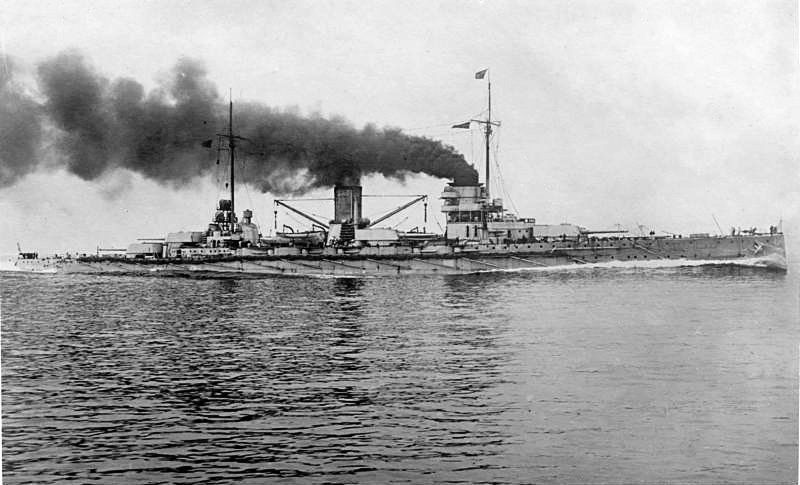
SMS Goeben

Les accions navals van començar al 29 d'octubre de 1914, quan els vaixells otomans i alemanys van bombardejar algunes ciutats russes. En general, les activitats a la mar Negra es van caracteritzar per accions aïllades, amb els comandants de tots dos bàndols que buscaven treure profit del seu avantatge tàctic amb atacs per sorpresa. Un dels protagonistes va ser el SMS Goeben; aquest era un vaixell molt modern, capaç d'afrontar amb èxit gairebé tots els vaixells russos. Els russos van utilitzar els seus vaixells principalment per a donar suport a les operacions terrestres en el Caucas.
No obstant això, els russos van aconseguir el domini de la mar Negra el 1916, després de l'entrada en servei de dos cuirassats moderns. Les accions navals van continuar fins a novembre de 1917, quan la Revolució Russa va provocar la paralització de les activitats militars. Després del Tractat de Brest-Litovsk, gran part de la Flota de la mar Negra van acabar en mans alemanyes i pràcticament va deixar d'existir.

### 1914
La primera acció naval de l'Imperi Otomà es va dur a terme el 29 d'octubre de 1914, quan els vaixells turcs van atacar les instal·lacions portuàries russes sense declaració de guerra, i que van aprofitar també per a estendre camps de mines:

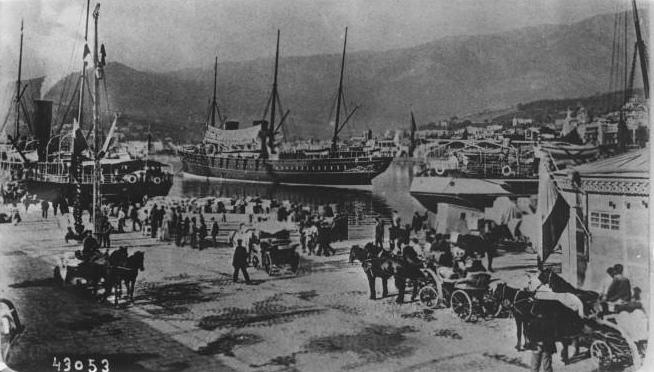
El port de Feodòssia en 1914

- Sebastòpol: Va ser bombardejada pel SMS Goeben. Tornant a la base, el creuer de batalla es va creuar i es va enfonsar el vaixell minador Prut, de 5.400 tones.
- Odessa: Els destructors de l'armada otomana van atacar la ciutat, i van enfonsar la canonera Donets junt amb altres unitats.
- Feodòssia: Bombardejada pels creuers Hamidiye i SMS Breslau.
- Novorossiïsk: Bombardejada per un creuer turc.

El 18 de desembre de 1914, els russos van enviar els seus cinc predreadnought (Evstafi, Ioann Zlatoust, Panteleimon, Rotislav i Tri Sviatitelia) a bombardejar Trebisonda. El SMS Goeben i el SMS Breslau van salpar per a interceptar la flota enemiga. Les úniques naus que van entrar en combat van ser el SMS Goeben i l'Evstafi. El primer va rebre un impacte i el vaixell rus quatre. Uns dies més tard, el SMS Goeben va ser danyat per dues mines i va romandre fora de servei fins a maig de 1915.

### 1915
El 3 d'abril de 1915, els turcs van perdre a una de les seves unitats més grans. Una flotilla de sis vaixells (el Mecidiye i l'Hamidieh, escortats per quatre torpediners) va ser enviats a bombardejar Odessa. No obstant això, quan es trobaven a 15 milles de l'objectiu, el creuer protegit Mecidiye va xocar contra una mina i es va enfonsar. El casc de la nau va ser recuperat posteriorment pels russos, que el van posar de nou en servei el 1916 amb el nom de Prut.

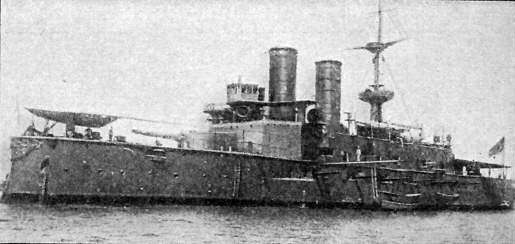
El Mesudiye

El 10 de maig, una flota de predreadnoughts rus va fer una sortida per a bombardejar les fortificacions del Bòsfor. El SMS Goeben va salpar per a atacar-los i va enfonsar tres.
En el mateix any, l'entrada en servei de les dues primeres unitats de la classe Imperatritsa Mariya (Imperatritsa Mariya i Imperatritsa Ekaterina Velikaya) va canviar la correlació de forces al camp a favor dels russos. De fet, eren grans cuirassats monocalibre (dreadnoughts), que eren capaços de fer front, fins i tot ells sols, al SMS Goeben (fins llavors molt superior a les naus russes). A això cal afegir el deteriorament del SMS Goeben; de fet, ja que va ser utilitzat en cada operació important, es va començar a notar el desgast dels components, amb danys freqüents als motors. El vaixell necessitava operacions de recondicionament general, però els turcs no van poder realitzar-les a causa de la manca de dics secs adequats (només cal pensar que el dany causat per les mines, al desembre de 1914, havia estat reparat amb ciment).

### 1916

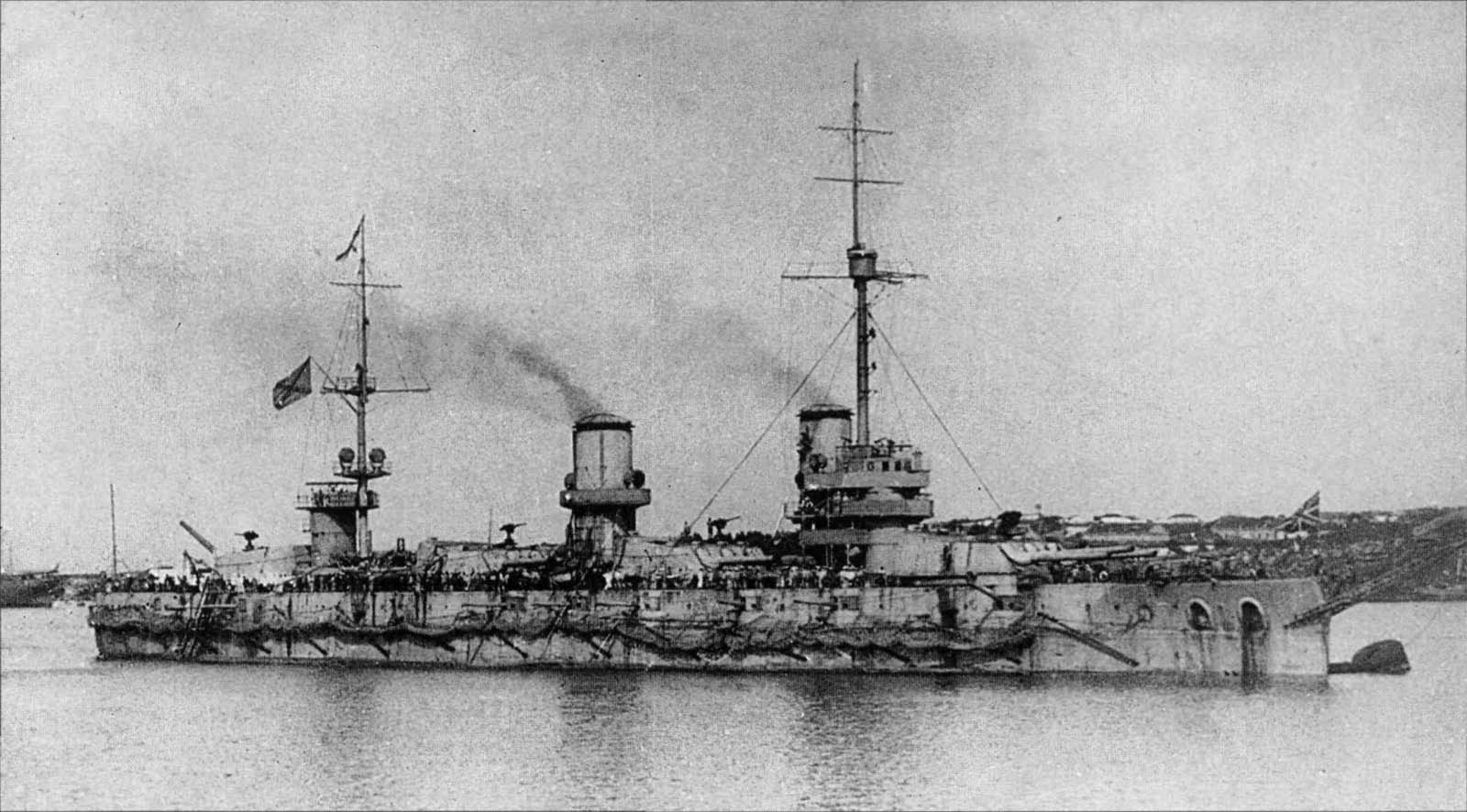
L'Imperatritsa Mariya a Sebastopol

A partir de 1916, els otomans van abandonar en la pràctica l'acció naval contra les forces russes a causa de les desigualtats excessives. Els únics problemes que tenien els vaixells russos eren produïts pels submarins alemanys. De fet, la Kaiserliche Marine va enviar un grup d'U-Boot en suport als otomans, que estaven desproveïts d'aquest tipus d'unitats. Operant des dels ports de Constantinoble i Varna, van aconseguir enfonsar més de 110.000 tones de vaixells enemics. En total, van ser desplegats 14, amb un màxim d'11 submarins presents al mateix temps. Les pèrdues van ascendir a sis submarins (quatre en els últims tres mesos de 1916).
A la mar Negra també van operar alguns submarins francesos i britànics, que van obtenir algunes victòries. No obstant això, tots es van retirar al gener de 1916, quan es va posar fi a la campanya dels Dardanels.
El 9 de febrer, les forces navals russes, encapçalats pel cuirassat Imperatritsa Ekaterina, van bombardejar el port búlgar de Varna. Una petita unitat es va enfonsar a causa de l'impacte amb una mina.
A l'abril, l'armada russa va donar suport a les operacions terrestres que van portar a la caiguda de Trebisonda. El juliol, va ser nomenat comandant de la Flota del Mar Negre l'almirall Aleksandr Vasil'evič Kolčak, que va inaugurar una conducta de la guerra naval més agressiva.
No obstant això, el 20 d'octubre de 1916, el cuirassat Imperatritsa Mariya es va enfonsar mentre estava fondejat a Sebastopol, a causa de l'explosió del dipòsit de bales de 305 mm. Aquesta va ser la pèrdua més gran de la guerra de l'armada russa. La investigació posterior va revelar que l'explosió va ser probablement accidental, però la possibilitat de sabotatge mai va ser eliminada per complet. Els russos encara van mantenir la supremacia naval, ja que l'any següent va entrar al servei l'Imperator Aleksandr III.
Al 28 o 30 d'octubre (la data és incerta), els otomans van haver d'abandonar el destructor Gairet-i-Watanije, que havia encallat a la costa de Varna.

### 1917
Les operacions navals el 1917 van ser escasses. L'armada otomana, en la pràctica, no va iniciar cap batalla contra els russos.
Els russos, gràcies a la seva superioritat, van seguir realitzant operacions de bombardeig en suport a les tropes de terra al Caucas i d'escorta als combois. El novembre de 1917, però, a causa de la situació creada per la revolució en l'Imperi Rus, els russos van interrompre pràcticament totes les activitats.

### 1918
L'activitat naval a la mar Negra el 1918 també va ser molt escassa. El 13 de maig, després del Tractat de Brest-Litovsk, les tropes alemanyes van entrar a Sebastopol per terra i van desarmar a la flota. Algunes unitats (inclosos els dos cuirassats) van ser tripulades per equips de voluntaris del port de Novorossiïsk. La Flota de la Mar Negra es va trobar per tant, participant en la Guerra Civil Russa. Algunes tripulacions es van declarar lleials a la nova Ucraïna i en alguns vaixells van hissar la seva bandera. Poc després, un destructor tripulat pels bolxevics va enfonsar l'Imperatritsa Ekaterina amb un torpede. Posteriorment, les naus supervivents van arribar a formar el nucli de l'Exèrcit Blanc, que van intentar, sense èxit, frustrar la revolució.
En els últims mesos de la guerra, l'armada otomana només era activa per al transport de tropes cap als ports russos de la Flota de la Mar Negra.